# Sainte-Hélène (Vosges)
Sainte-Hélène is een gemeente in het Franse departement Vosges (regio Grand Est) en telt 446 inwoners (1999). De plaats maakt deel uit van het arrondissement Épinal.

## Geografie
De oppervlakte van Sainte-Hélène bedraagt 17,3 km², de bevolkingsdichtheid is 25,8 inwoners per km².
De onderstaande kaart toont de ligging van Sainte-Hélène (Vosges) met de belangrijkste infrastructuur en aangrenzende gemeenten.

## Demografie
Onderstaande figuur toont het verloop van het inwonertal (bron: INSEE-tellingen).